# Edwige de Brandebourg (1540-1602)
Edwige de Brandebourg (23 février 1540 – 21 octobre 1602), membre de la Maison de Hohenzollern, est duchesse de Brunswick-Lunebourg et de la principauté de Brunswick-Wolfenbüttel de 1568 à 1589, par son mariage avec le duc Jules de Brunswick-Wolfenbüttel.

## Biographie
Née au château de Berlin à Cölln (aujourd'hui partie de Berlin), Edwige est une fille de l'électeur Joachim II Hector de Brandebourg (1505-1571) de son second mariage avec Hedwige Jagellon (1513-1573), fille du roi Sigismond Ier de Pologne. Sa sœur aînée Élisabeth-Madeleine est mariée au duc François-Othon de Brunswick-Lunebourg en 1559, cependant, son mari est décédé la même année.
Un an plus tard, le 25 février 1560, Edwige se marie à Cölln, sur la rivière Spree le prince Jules de Brunswick-Lunebourg (1528-1589). Le couple s'est rencontré à Küstrin à la cour du margrave Jean Ier de Brandebourg-Küstrin, où Jules a fui son capricieux père, le duc Henri II de Brunswick-Wolfenbüttel, qui a épousé en secondes noces la tante d'Edwige, Sophie Jagellon.
Après la réconciliation de Jules avec son père, qui n'a accepté qu'à contrecœur le mariage de son fils avec une protestante, le couple reçoit les châteaux de la Hesse et Schladen comme résidences. Les frères aînés de Jules sont tués en 1553 à la Bataille de Sievershausen.
En 1568, Jules succède à son père comme prince de Brunswick-Wolfenbüttel. Il s'avère être un duc capable, mais il est tombé sous l'influence des alchimistes Philipp Sömmering et Anne Marie Schombach (surnommé Schlüter-Liese), qu'il reçoit à la cour de Wolfenbüttel en 1571, et peu à peu s'est éloigné de sa femme.
Edwige est décrite comme un pieuse et humble, avec une préférence pour les activités domestiques. En 1598, le théologien Stephan Prätorius lui dédie son livre Der Witwen Trost ("La Veuve de Consolation").

## Descendance
De son mariage avec Jules, Edwige a enfants suivants:
- Sophie-Hedwige de Brunswick-Wolfenbüttel (1561-1631) mariée en 1577, au duc Ernest-Louis de Poméranie (1545-1592)
- Henri-Jules de Brunswick-Wolfenbüttel (1564-1613), duc de Brunswick-Wolfenbüttel, marié en 1585, à la princesse Dorothée de Saxe et en 1590 à la princesse Élisabeth de Danemark (1573-1626)
- Marie de Brunswick-Lunebourg (1566-1626) mariée en 1582, au duc François II de Saxe-Lauenbourg (1547-1619)
- Élisabeth de Brunswick-Wolfenbüttel (1567–1618) (1567-1618), mariée en 1583 avec le comte Adolphe XIV de Schaumbourg (d. 1601) et en 1604 avec le duc Christophe de Brunswick-Harbourg (d. 1606)
- Philip Sigismond (1568-1623), Évêque d'Osnabrück et de Verden
- Marguerite (1571-1580)
- Joachim-Charles de Brunswick-Wolfenbüttel (1573-1615)
- Sabine Catherine (1574-1590)
- Dorothée-Augusta de Brunswick-Wolfenbüttel (1577-1625), Abbesse de Gandersheim
- Jules-Auguste de Brunswick-Wolfenbüttel (1578-1617), abbé de l'Abbaye de Michaelstein
- Edwige (1580-1657) mariée en 1621 au duc Othon III de Brunswick-Harbourg (1572-1641)